# Donon (Di)
Pour les articles homonymes, voir Donon (homonymie).
Donon est une commune rurale située dans le département de Di de la province du Sourou dans la région de la Boucle du Mouhoun au Burkina Faso.

## Géographie
Donon se trouve à 5 km au nord-est de Oué et à 10 km au nord-est de Di, le chef-lieu.

## Santé et éducation
Le centre de soins le plus proche de Donon est le centre de santé et de promotion sociale (CSPS) de Oué tandis que le centre médical avec antenne chirurgicale (CMA) de la province se trouve à Tougan.